# العلاقات البوتانية الروسية
العلاقات البوتانية الروسية هي العلاقات الثنائية التي تجمع بين بوتان وروسيا.

## مقارنة بين البلدين
هذه مقارنة عامة ومرجعية للدولتين:
| وجه المقارنة                                              | بوتان          | روسيا                                   |
| --------------------------------------------------------- | -------------- | --------------------------------------- |
| المساحة (كم2)                                             | 38.39 ألف      | 17.08 مليون                             |
| عدد السكان (نسمة)                                         | 807.61 ألف     | 146.80 مليون                            |
| الكثافة السكانية (ن./كم²)                                 | 21.04          | 8.59                                    |
| العاصمة                                                   | تيمفو          | موسكو                                   |
| اللغة الرسمية                                             | لغة دزونكا     | اللغة الروسية                           |
| العملة                                                    | نغولترم بوتاني | روبل روسي                               |
| الناتج المحلي الإجمالي (بليون دولار)                      | 2.51 مليار     | 1.58 تريليون                            |
| الناتج المحلي الإجمالي (تعادل القوة الشرائية) بليون دولار | 6.49 مليار     | 3.69 تريليون                            |
| الناتج المحلي الإجمالي الاسمي للفرد دولار أمريكي          | 2.66 ألف       | 9.09 ألف                                |
| الناتج المحلي الإجمالي للفرد دولار أمريكي                 | 7.82 ألف       |                                         |
| مؤشر التنمية البشرية                                      | 0.605          | 0.798                                   |
| رمز المكالمات الدولي                                      | +975           | +7                                      |
| رمز الإنترنت                                              | .bt            | .ru، .рф، .рус ‏، .su                    |
| المنطقة الزمنية                                           | ت ع م+06:00    | Magadan Time ‏، ت ع م+02:00، ت ع م+12:00 |

## منظمات دولية مشتركة
يشترك البلدان في عضوية مجموعة من المنظمات الدولية، منها:
| علم المنظمة | اسم المنظمة                        | تاريخ انضمام بوتان | تاريخ انضمام روسيا |
| ----------- | ---------------------------------- | ------------------ | ------------------ |
|             | مؤسسة التنمية الدولية              | 28 سبتمبر 1981     | 16 يونيو 1992      |
|             | مؤسسة التمويل الدولية              | 1 ديسمبر 2003      | 12 أبريل 1993      |
|             | منظمة حظر الأسلحة الكيميائية       | ?                  | ?                  |
|             | الأمم المتحدة                      | 21 سبتمبر 1971     | 24 أكتوبر 1945     |
|             | الاتحاد الدولي للاتصالات           | 15 سبتمبر 1988     | 1866               |
|             | منظمة الشرطة الجنائية الدولية      | ?                  | 27 سبتمبر 1990     |
|             | البنك الدولي للإنشاء والتعمير      | 28 سبتمبر 1981     | 16 يونيو 1992      |
|             | الاتحاد البريدي العالمي            | ?                  | ?                  |
|             | وكالة ضمان الاستثمار متعدد الأطراف | 21 أكتوبر 2014     | 29 ديسمبر 1992     |
|             | يونسكو                             | 13 أبريل 1982      | 21 أبريل 1954      |

## وصلات خارجية
- موقع وزارة الخارجية البوتانية
- موقع وزارة الخارجية الروسية